# Campeonato Profesional 1952
Il Campeonato Profesional 1952 fu la 5ª edizione della massima serie del campionato colombiano di calcio, e fu vinta dal Millonarios.

## Avvenimenti
Quarto anno del cosiddetto El Dorado. Il numero di partecipanti scende da 18 a 15: a lasciare sono Deportes Caldas e Once Deportivo (fusisi per dare vita al Deportivo Manizales), Huracán de Medellín, che si sciolse, e Independiente Medellín. Il club calcistico dell'Universidad Nacional, che esperiva difficoltà di vario genere, ricevette molti giocatori da altre squadre, in modo da rendere possibile la sua partecipazione al campionato. Il Santa Fe cedette a titolo temporaneo all'Universidad 8 giocatori; le altre società che contribuirono alla formazione della rosa del club di Bogotà furono Millonarios (1 calciatore), Deportes Caldas (1), Once Deportivo (2), Deportivo Samarios (1) e Junior (1).

## Partecipanti
- América de Cali
- Atlético Bucaramanga
- Atlético Nacional
- Boca Juniors de Cali
- Cúcuta Deportivo
- Deportes Quindío
- Deportivo Cali
- Deportivo Manizales
- Deportivo Pereira
- Deportivo Samarios
- Atlético Junior
- Millonarios
- Santa Fe
- Sporting Barranquilla
- U. Nacional de Colombia

## Classifica finale
|                     | Pos. | Squadra                 | Pt | G  | V  | N | P  | GF | GS | DR  |
| ------------------- | ---- | ----------------------- | -- | -- | -- | - | -- | -- | -- | --- |
| Colombia (bandiera) | 1.   | Millonarios             | 46 | 28 | 20 | 6 | 2  | 70 | 13 | +57 |
|                     | 2.   | Boca Juniors de Cali    | 40 | 28 | 18 | 4 | 6  | 67 | 36 | +31 |
|                     | 3.   | Deportivo Pereira       | 37 | 28 | 16 | 5 | 7  | 50 | 44 | 6   |
|                     | 4.   | Deportivo Cali          | 35 | 28 | 15 | 5 | 8  | 69 | 41 | 28  |
|                     | 5.   | Deportes Quindío        | 35 | 28 | 14 | 7 | 7  | 67 | 43 | 24  |
|                     | 6.   | Atlético Junior         | 33 | 28 | 14 | 5 | 9  | 57 | 43 | 14  |
|                     | 7.   | América de Cali         | 33 | 28 | 13 | 7 | 8  | 49 | 35 | 14  |
|                     | 8.   | Cúcuta Deportivo        | 32 | 28 | 14 | 4 | 10 | 54 | 36 | 18  |
|                     | 9.   | Santa Fe                | 25 | 28 | 9  | 7 | 12 | 54 | 65 | -11 |
|                     | 10.  | U. Nacional de Colombia | 24 | 28 | 9  | 6 | 13 | 52 | 54 | -2  |
|                     | 11.  | Deportivo Samarios      | 19 | 28 | 7  | 5 | 16 | 38 | 78 | -40 |
|                     | 12.  | Deportivo Manizales     | 18 | 28 | 7  | 4 | 17 | 38 | 60 | -22 |
|                     | 13.  | Atlético Nacional       | 17 | 28 | 5  | 7 | 16 | 38 | 69 | -31 |
|                     | 14.  | Sporting Barranquilla   | 16 | 28 | 7  | 2 | 19 | 33 | 66 | -33 |
|                     | 15.  | Atlético Bucaramanga    | 10 | 28 | 2  | 6 | 20 | 32 | 85 | -53 |

Legenda:
         Campione di Colombia 1952
Note:
Due punti a vittoria, uno a pareggio, zero a sconfitta.

## Statistiche

### Primati stagionali
Record
- Maggior numero di vittorie: Millonarios FC (20)
- Minor numero di sconfitte: Millonarios FC (2)
- Miglior attacco: Millonarios FC (70 reti fatte)
- Miglior difesa: Millonarios FC (13 reti subite)
- Miglior differenza reti: Millonarios FC (+57)
- Maggior numero di pareggi: América de Cali, CD Club Atlético Nacional, CD Deportes Quindío, Santa Fe (7)
- Minor numero di vittorie: Club Atlético Bucaramanga (2)
- Maggior numero di sconfitte: Club Atlético Bucaramanga (15)
- Peggiore attacco: Club Atlético Bucaramanga (32 reti fatte)
- Peggior difesa: Club Atlético Bucaramanga (85 reti subite)
- Peggior differenza reti: Club Atlético Bucaramanga (-53)
- Partita con più reti: AD Unión Magdalena-CD Quindío 1-11

### Classifica marcatori
| Gol |  |  | Giocatore               | Squadra               |
| --- |  |  | ----------------------- | --------------------- |
| 19  |  |  | Alfredo Di Stéfano      | Millonarios           |
| 18  |  |  | Carlos Gambina          | Atlético Junior       |
| 17  |  |  | Raúl Dimarco            | Atlético Junior       |
| 17  |  |  | Mario Garelli           | Deportes Quindío      |
| 16  |  |  | Germán Antón            | Santa Fe              |
| 16  |  |  | Jaime Gutiérrez         | Deportes Quindío      |
| 16  |  |  | Francisco Solano Patiño | Boca Juniors de Cali  |
| 16  |  |  | Ramón Villaverde        | Cúcuta Deportivo      |
| 15  |  |  | Rubí Cerioni            | Deportivo Cali        |
| 15  |  |  | Miguel Mora             | Sporting Barranquilla |